# Sergiu Celibidache – Feuerkopf und Philosoph
Sergiu Celibidache – Feuerkopf und Philosoph ist ein Dokumentarfilm von Norbert Busè, der im Auftrag des ZDF und arte von Studio.TV.Film produziert wurde und am 27. Juni 2012 auf arte ausgestrahlt wurde.

## Inhalt
Der rumänische Dirigent Sergiu Celibidache gilt als unangepasster Visionär. Er ging davon aus, dass ein Konzert als einzigartiges, sinnliches Ereignis nicht wiederholbar sei, weshalb er Studioaufnahmen der von ihm dirigierten Stücke nicht zuließ.
Im Alter von nur 33 Jahren wird Celibidache im Berlin der Nachkriegszeit zum Chef der Berliner Philharmoniker berufen. Durch seinen einzigartigen und emotionalen Stil wird der Neuling schnell international bekannt. Seine nahezu anarchische Einstellung gegenüber dem Musikbetrieb beschert ihm aber eine Niederlage. Nach dem Tod seines Vorgängers Wilhelm Furtwängler, dessen Vertretung er während der Zeit der Entnazifizierung übernahm, verliert er das Engagement bei den Philharmonikern an Herbert von Karajan.
Dieser Rückschlag in seiner Karriere bestärkt Celibidache jedoch nur noch mehr in seiner künstlerischen Kompromisslosigkeit. Im Laufe der 1950er und 60er Jahre erlangt er weltweit den Status eines begehrten Gastdirigenten, der bei einem Konzert in Venedig zu einer beinahe mystischen Erfahrung gelangt. Jenen Moment musikalischer Ganzheitlichkeit versucht er fortan in seiner Arbeit immer wiederherzustellen, was ihm eine wachsende Fangemeinde beschert, die seinen Konzerten beinahe wie bei einer religiösen Messe beiwohnt. Der vom Zen-Buddhismus und der Idee der Reinkarnation faszinierte Dirigent wird bald wie ein Guru verehrt. In seinem Refugium in Paris widmet er sich fortwährend seiner mystischen Suche. 
In den 1980er Jahren bekommt er als Chefdirigent der Münchner Philharmoniker schlussendlich auch die Anerkennung zurück, die ihm Jahrzehnte lang verwehrt blieb. Trotzdem stößt Norbert Busè bei seiner Recherche auf einen sensationellen Fund: Ein von Celibidache selbst gefälschter Lebenslauf taucht in der Berliner Musikhochschule auf und vervollständigt das Bild eines widersprüchlichen Künstlers. Neben Celibidaches Schwester Irina-Paraschiva Celibidache kommt sein Sohn Serge zu Wort, dessen Film über seinen Vater in Ausschnitten als TV-Premiere gezeigt wird.